# فرودگاه کماندانته اسپورا
فرودگاه کامندنتی اسپورا (به اسپانیایی: Aeropuerto de Bahía Blanca - Comandante Espora) یک فرودگاه همگانی و نظامی با کد یاتا BHI است که یک باند فرود آسفالت دارد و طول باند آن ۲۰۳۰ متر است. این فرودگاه در شهر باییا بلانکا کشور آرژانتین قرار دارد و در ارتفاع ۷۵ متری از سطح دریا واقع شده‌است.

## شرکت‌های هواپیمایی و مقصدهای پروازی
| شرکت‌های هواپیمایی                                   | مقصدهای پروازی |
| --------------------------------------------------- | --- |
| ارولینیاس آرژانتیناس                                | محله هوایی یورگ نوبری |
| ارولینیاس آرژانتیناس اجرا توسط اوسترال لینئاس آئراس | محله هوایی یورگ نوبری، مینیسترو پیستارینی، ژنرال انریکو ماسکونی، آستور پیاتزولا، پیلوتو سیویل نوربرتو فرناندز، المیرانت مارکوس برندزینو زار، اوشوآیا – مالویناس آرجنتیناس فصلی: تنینته لوییس کندلاریا |
| لان آرژانتین                                        | محله هوایی یورگ نوبری |